# ギー (フランドル伯)

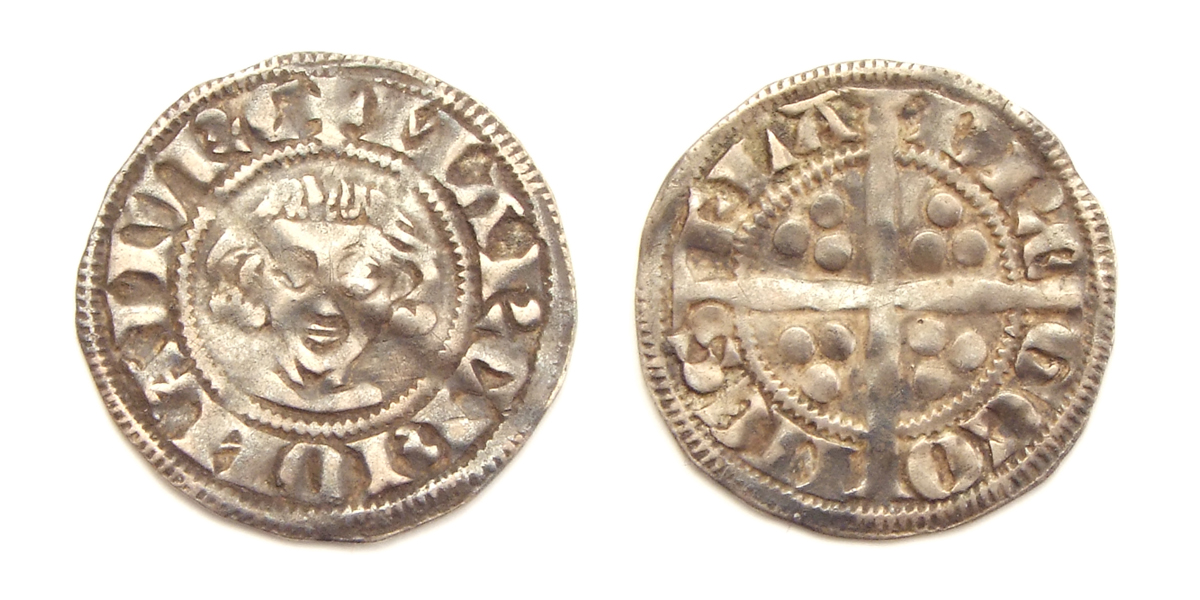
スターリング銀貨のギー、ナミュール伯領で鋳造（1295年頃 - 1296年）。

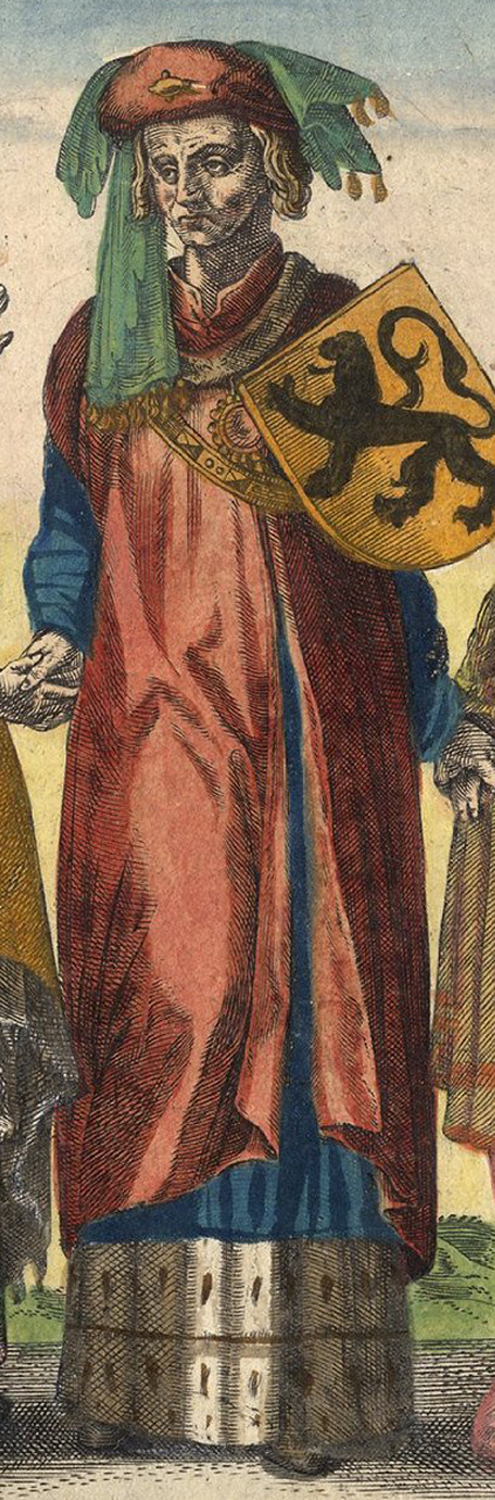
ギー・ド・ダンピエール

フランドル伯ギーまたはギー・ド・ダンピエール（Gui de Dampierre, 1226年頃 - 1305年3月7日）は、フランドル伯（在位：1278年 - 1305年）およびナミュール侯（在位：1265年 - 1297年）。ギーは1302年の金拍車の戦いにおいてフランドル軍がフランス軍に勝利した時、フランスに捕えられていた。

## 生涯
ギーはギヨーム2世・ド・ダンピエールとフランドル女伯マルグリット2世との間の次男として生まれた。マルグリットは、自らの2度目の結婚で生まれた子供たちのフランドルにおける継承権を確保するため、すでに1246年に長男ギヨームをフランドルの共同統治者としていたが、1251年に兄ギヨームがトーナメントで死去したため、ギーはフランドル伯として母マルグリットの共同統治者となった。ギーは母マルグリットとともに、フランドル継承戦争において、ギーの異父兄エノー伯ジャン1世と対立したが、1253年のワルヘレンの戦いにおいて敗北し、捕われの身となった。1256年、フランス王ルイ9世の仲裁により、身代金を支払って解放された。1257年にエノー伯ジャン1世が死去したことにより、継承戦争は中断された。
1270年、マルグリットは税の不払いのかどでフランドルにいるイングランド商人の財産を差し押さえた。これにより、イングランドとの間で貿易戦争が勃発したが、当時、イングランド商人はフランドルの織工に大部分の羊毛を供給していた。その争いは1274年7月28日のモントレイユ条約により終結し、フランドルにおいてイングランド商人に課せられた税は実質的に廃止された。1278年にマルグリットが退位した後も、ギーはしばしばこのイングランド商人の扱いに手を焼いた。
1288年、税に対する不満が原因で、フランス王フィリップ4世はフランドルに対し強硬姿勢を取るようになり、ギーとフィリップの間に緊張関係が生じた。1294年、ギーは娘フィリッパとイングランド王太子エドワード2世との結婚を計画した。しかし、フィリップはギーと2人の息子を捕らえ、この結婚を取りやめるよう強要し、娘フィリッパをパリで1306年に死去するまで幽閉した。ギーは1296年に再び王のもとに呼び出され、ギーが補償金を支払い領地を引き渡すまで、フランドルの主要な都市はフランス王の保護下に置かれた。
それらの屈辱を受けたのち、ギーは1297年にイングランド王エドワード1世と同盟してフィリップに復讐しようとした。これに対し、フィリップはフランドルを王領地とすると宣言した。アルトワ伯ロベール2世率いるフランス軍はフールネの戦いでフランドル軍に勝利し、エドワードによるフランドル遠征は打ち切られた。エドワードは1298年にフィリップと和議を結び、ギーの運命は天に任された。フランス軍は1299年に再びフランドルに侵攻し、1300年1月にギーと息子ロベールは捕らえられた。
しかし、フランドルの中産階級は、フランスによる直接統治がフランドル伯による統治より圧政であることを知ることになる。1302年、金拍車の戦いにおいてフランス軍が敗北した後、ギーは一時的に交渉のため解放された。しかし、ギーの家臣は譲歩を拒否し、1304年にフランス軍はジーリクゼーの戦いでフランドル軍を破り、モン＝アン＝ペヴェルの戦いでフランドル軍と引き分けた。ギーは捕囚の身のまま、1305年に死去した。

## 子女
1246年6月、ベテューヌ領主ロベール7世の娘マティルド（1264年11月8日没）と結婚し、以下の子女をもうけた。
- マリー（1297年没） - ヴィルヘルム・フォン・ユーリヒ（1278年没、ユーリヒ伯ヴィルヘルム4世の子）と結婚しヴィルヘルム（Willem van Gulik）をもうけた。1285年にブレミュール領主シモン2世・ド・シャトーヴィレン（1305年没）と再婚。
- ロベール3世（1249年 - 1322年） - フランドル伯（1305年 - 1322年）
- ギヨーム（1249年以降 - 1311年） - デンデルモンデおよびクレヴクール領主、1286年にラウル2世・ド・クレルモンの娘アリックス・ド・ボーモンと結婚[4]。
- ジャン（1250年 - 1290年10月4日） - メッツ司教、リエージュ司教。
- ボードゥアン（1252年 - 1296年）
- マルグリット（1253年頃 - 1285年7月3日） - 1273年にブラバント公ジャン1世と結婚[4]
- ベアトリス（1260年頃 - 1291年4月5日） - 1270年頃にホラント伯フロリス5世と結婚[4]
- フィリップ（1263年頃 - 1318年11月） - テアーノ伯、キエーティ女伯マオー・ド・クルトネー（1303年没）と結婚[4]、のち1304年頃にペレネレ・ド・ミリー（1335年頃没）と再婚。

1265年3月、ルクセンブルク伯ハインリヒ5世の娘イザベラ（1298年9月没）と結婚し、以下の子女をもうけた。
- ジャン1世（1267年 - 1330年） - ナミュール侯（1297年 - 1331年）、1308年にクレルモン伯ロベールの娘マルグリットと結婚[4]、のちフィリップ・ダルトワの娘マリーと結婚。
- ギー（1272年頃 - 1311年） - ロンセ領主、ゼーラント伯。ロレーヌ公ティボー2世の娘マルグリットと結婚[4]
- アンリ（1337年11月6日没） - ローディ伯、1309年にクレーフェ伯ディートリヒ6世（8世）の娘マルガレーテと結婚[6]
- ベアトリス（1307年没） - 1287年頃にブロワ伯ユーグ2世と結婚[6]
- マルグリット（1272年 - 1331年） - 1282年11月14日にロクスバラでスコットランド王子アレグザンダー（アレグザンダー3世の子）と結婚[6]、1286年7月3日にナミュールでゲルデルン伯レイナウト1世と結婚。
- イザベル（1323年没） - 1307年にタングリー領主、ブルブール領主ジャン・ド・フィエンヌと結婚[6]
- フィリッパ（1306年パリで没）
- ジャンヌ（1296年没） - フランヌの修道女[6]